# 赵凡夫

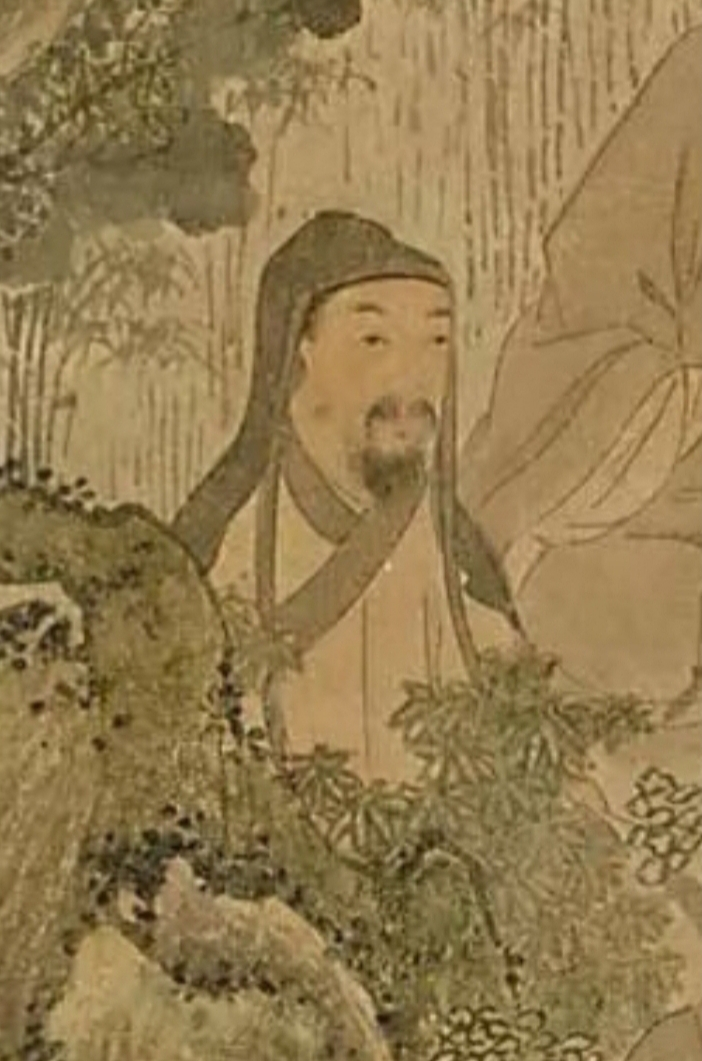
《青林高會圖》之趙宧光像，明·黃存吾繪，現藏於明尼阿波利斯美術館

赵宧光（1559年—1625年），字凡夫，一字水臣，号广平，直隸太倉璜泾（今江蘇）人，晚明書法家、作家。

## 生平

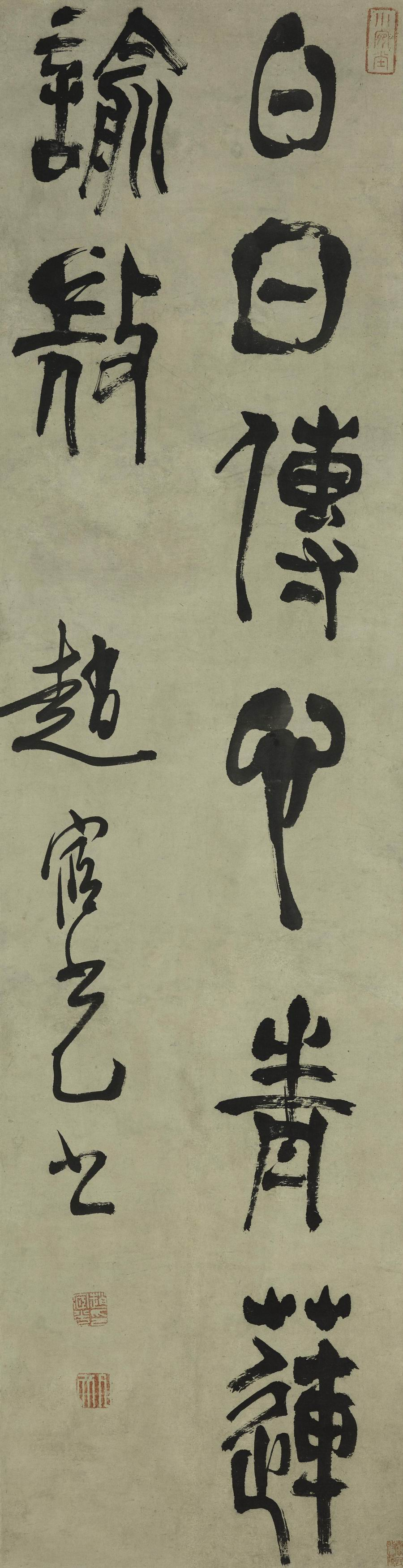
赵宧光篆书四言句轴，藏于上海博物馆

宋太宗第八子赵元俨之後，生于嘉靖三十八年（1559年） 。一生不仕，偕妻陆卿子隱居於寒山庐亲墓旁。工書法，尤精篆书。卒于天启五年（1625年）。有子赵均。

## 著作
著有《说文长笺》、《六书长笺》、《寒山帚谈》等。